# Great Steeping
Great Steeping – wieś i civil parish w Anglii, w Lincolnshire, w dystrykcie East Lindsey. W 2011 civil parish liczyła 297 mieszkańców. Great Steeping jest wspomniana w Domesday Book (1086) jako Stepi(nge).